# 北70線
北70線 營盤－新莊，是位於台灣新北市的一條鄉道，西起新北市新莊區民全里民安路與民安東路路口，東至新北市新莊區文衡里新泰路與中正路路口，全長3.392公里。

## 路線說明
新北市
- 新莊區： 營盤（起點，民安路與民安東路口）→ 民安路 → 新樹路口（市道107號岔路） → 瓊林路 → 瓊林（瓊林南路岔路）→ 豐年街口 → 新泰路 → 新莊（終點，台1甲線岔路）

## 沿線地標、設施
- 新北市新莊區民安國民小學
- 仁濟療養院新莊分院
- 新莊武聖廟
- 新莊老街

## 連接公路
- 台1甲線
- 市道107號

## 支線

### 北70-1線
北70線唯一的支線為北70-1線，是位於新北市的一條鄉道，西起新北市新莊區環漢路二段、豐年街與瓊林路口，東迄新北市新莊區中正路與三重區重新路五段交界，全長2.583公里。
新北市
- 新莊區：柴橋頭（起點，瓊林路與豐年街口）→ 環漢路二段 → 利濟街口 → 頭前（終點，台1甲線岔路）

### 沿線地標、設施
- 新莊慈祐宮
- 新莊文昌祠
- 新海橋
- 大漢橋
- 頭前庄站
- 金陵女中
- IKEA新莊店

### 連接公路
- 台1甲線
- 北70線